# Fatma Ceren Necipoğlu
Fatma Ceren Necipoğlu (Istanbul, 18 gennaio 1972 – Oceano Atlantico, 1º giugno 2009) è stata un'arpista turca, docente universitario di pianoforte e arpa. Era una dei 228 passeggeri a bordo del Volo Air France 447 da Rio de Janeiro a Parigi, che precipitò nell'Oceano Atlantico il 1º giugno 2009.

## Biografia
Durante gli studi di scuola superiore presso la Deutsche Schule Istanbul, frequentò il conservatorio e l'Università di Istanbul per imparare a suonare l'arpa. Dopo il diploma di liceo nel 1992, studiò presso il Dipartimento di Traduzione e Interpretariato dell'università di Bogazici, laureandosi nel 1997. In seguito studiò negli Stati Uniti presso il Dipartimento di arpa della Louisiana State University Scoole of Music, dove si laureò nel 1999. Si iscrisse poi presso il Dipartimento Arpa dell'Indiana University Jacobs School of Music, dove studiò sotto l'insegnamento di un altro arpista turco, Sirin Pancaroğlu, e dove si laureò nel 2001.
Rientrata in Turchia, entrò a far parte della Regione Orchestra Sinfonica di Stato di Bursa, e in seguito divenne docente di pianoforte ed arpa presso l'Università di Anatolia (Anadolu Üniversitesi), a Eskişehir.
Fu invitata alla Quarta rassegna del Rio Harp Festival, in cui eseguì due recital, ed era sulla via del ritorno a casa da Parigi a bordo del volo Air France 447.
Fatma Ceren Necipoğlu partecipò a numerosi recital e concerti in Turchia e all'estero. Ricevette anche molti premi internazionali:
- Student Award: Giovane arpista Concerti World Harp Congress, luglio 2008.
- Premiazione degli studenti: Associazione di Slovenia, arpista, Concorso Internazionale di Arpa in Slovenia, giugno 2007.
- Premio Studente: Galles del Festival Internazionale di Arpa Harp Competition, Inghilterra, aprile 2006.
- Academie Musicale de Villecroze Fellowship, 2002.
- Schlampe Marjorie Winters Arpa Borsa di studio, presso l'Indiana University, 2001.
- Anne Adams, l'American Harp Association Award, finalista, 2000.
- Schlampe Marjorie Winters Arpa Borsa di studio, presso l'Indiana University, 2000.
- Anne Adams, l'American Harp Association Award, finalista, 1999.
- Louisiana State University, borsa di studio Musica e Assistentato, 1998.

### Funerali
Due anni e mezzo dopo l'incidente, il suo corpo venne identificato fra quelli recuperati dal fondo dell'oceano Atlantico nel corso delle ricerche della primavera 2011. Dopo i funerali, svoltisi presso la Moschea Teşvikiye di Istanbul il 24 novembre 2011, Fatma Ceren Necipoğlu riposa nel cimitero di Kanlıca ad Istanbul.